# Cesáreo González Rodríguez
Cesáreo González Rodríguez (Vigo, 29 de maig de 1903 - Madrid, 20 de març de 1968) va ser un empresari i productor de cinema espanyol, fundador i propietari de Suevia Films.

## Biografia
Cesáreo González va néixer en Vigo el 29 de maig de 1903 en el si d'una família d'origen pagès del concello ourensà de Nogueira de Ramuín. En la seva joventut, va emigrar a Cuba i posteriorment a Mèxic. L'any 1931 torna a Vigo i decideix invertir el guanyat a l'estranger en una agència de publicitat i a la sala de festes de Vigo, Savoy. Posteriorment, es fa càrrec de la representació de Citroën a Galícia, i va obtenir importants resultats econòmics que el portarien a la presidència del Real Club Celta de Vigo durant la temporada 1934-1935.

### Suevia Films
El 1940, després de la Guerra Civil, decideix invertir en el negoci cinematogràfic, que va conèixer per casualitat durant el rodatge a Galícia de El famoso Carballeira, dirigida per Fernando Mignoni. Promou la producció de ¡¡Polizón a bordo!! (Florián Rey, 1941), pel·lícula inspirada en la seva pròpia aventura migratòria. Aquest mateix any registra la marca comercial Suevia Films, situant la seva seu a la Gran Vía de Madrid.
L'explotació internacional dels seus títols el preocupa especialment. Ho intenta a través d'històries capaces de suscitar la nostàlgia del públic gallec emigrant a l'Amèrica hispana (Mar abierto, Ramón Torrado, 1946), i, simultàniament, contractant a l'actriu britànica Madeleine Carroll per a protagonitzar la “superproducció històrica” Reina Santa (Rafael Gil, 1947). Finalment, aquesta pel·lícula d'alt pressupost va ser interpretada per Maruchi Fresno després que l'actriu britànica els deixés plantats, però el affaire creat seria utilitzat com a publicitat.
En la dècada de 1950 es produeix l'eclosió definitiva de Cesáreo González. Decidit a consolidar un star-system propi, rendible dins i fora de les nostres fronteres, va fer de la signatura dels contractes un autèntic espectacle “mediàtic”. Així, per exemple, el que lligava en exclusiva a Lola Flores amb Suevia per dos anys i cinc pel·lícules, i pel que la “bailaora” va rebre cinc milions de pessetes, legalitzat a la fi de 1951 en el Museu de Begudes de Perico Chicote, va obtenir una publicitat extraordinària.

### Defunció
Va morir a Madrid el 20 de març de 1968 després de tenir signat un important contracte per a quatre pel·lícules amb Luis García Berlanga, que ja no veuria, entre elles ¡Vivan los novios! (1970). Va ser enterrat al cementiri de Pereiró de Vigo.

## Filmografia

### Pel·lícules produïdes
- Polizón a bordo (1941).
- El abanderado (1943).
- Bambú (1945).
- Botón de Ancla (1947).
- La nao Capitana (1947).
- Mare Nostrum (1948).
- La corona negra (1950).
- Teatro Apolo (1950).
- La Señora de Fátima (1951).
- Violetas imperiales (1952).
- Camelia (1954).
- ¡Ay, pena, penita, pena! (1953).
- La bella Otero (1954).
- Historias de la radio (1955).
- La Faraona (1955).
- Limosna de amores (1955).
- Fedra (1956).
- Faustina (1956).
- Calle Mayor (1957).
- La Guerra empieza en Cuba (1957).
- El ruiseñor de las cumbres (1958).
- Ha llegado un ángel (1961).
- El balcón de la luna (1962).
- El caballo blanco (1962).
- Los pianos mecánicos (1965).
- Cristina Guzmán (1968).
- ¡Vivan los novios! (1970).